# It Happened in Snakeville
It Happened in Snakeville est un film muet américain réalisé par Roy Clements et sorti en 1915.

## Fiche technique
- Titre : It Happened in Snakeville
- Réalisation : Roy Clements
- Production : The Essanay Film Manufacturing Company
- Distribution : General Film Company
- Pays d'origine :  États-Unis
- Genre : Comédie, Western
- Dates de sortie :
  -  États-Unis : 25 novembre 1915

## Distribution
- Margaret Joslin : Sophie Clutts
- Harry Todd : Mustang Pete
- Ben Turpin : Bloggie
- Bill Cato
- Lloyd Bacon
- Eddie Fries
- Arthur Jasmine
- Marguerite Clayton
- Robert McKenzie
- Charles Allen Dealey
- Belle Mitchell
- Eva McKenzie
- Carrie Turpin